# Música da Somália
A música da Somália refere-se aos estilos musicais, técnicas e sons da Somália .

## Música somali tradicional

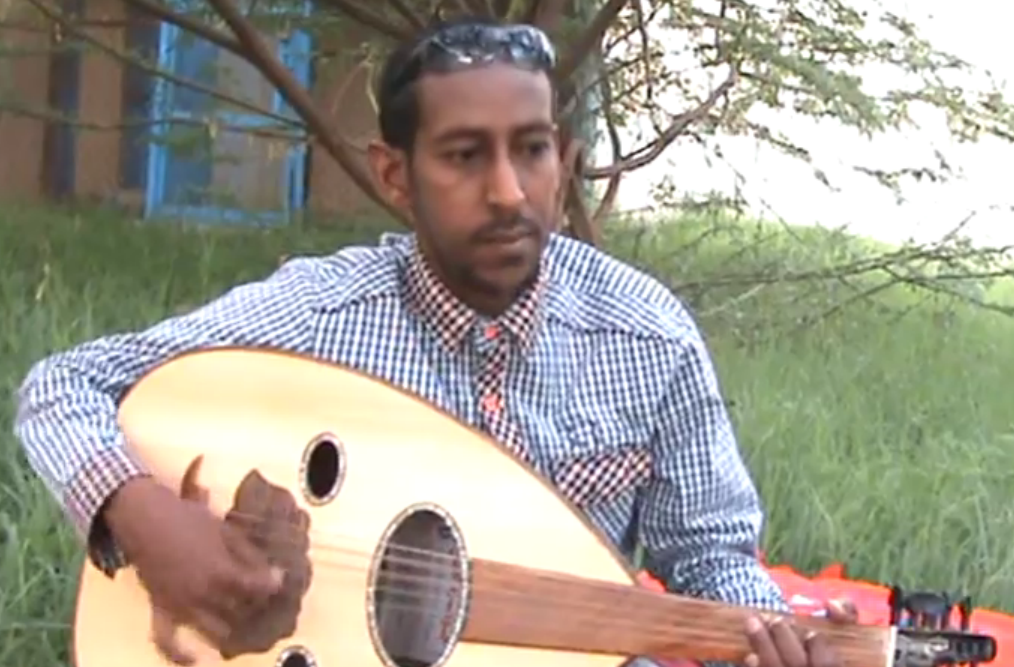
O tocador somali de oud Nuruddin Ali Amaan.

A Somália tem uma rica herança musical centrada no folclore somali tradicional. As canções somalis são pentatônicas. Ou seja, eles usam apenas cinco passos por oitava, em contraste com uma escala heptatônica (sete notas), como a escala maior. À primeira vista, a música somali pode ser confundida com os sons de regiões próximas, como a Etiópia, o Sudão ou a Arábia, mas é reconhecível por suas próprias músicas e estilos únicos. As canções somalis são geralmente o produto da colaboração entre letristas (lahamiste), compositores (abwaan) e vocalistas (odka ou "voz").
Os instrumentos tradicionais em destaque nas música das áreas do norte incluem o alaúde oud (kaban). Muitas vezes é acompanhado por pequenos tambores e uma flauta de junco no fundo. No entanto, percussão pesada e sons metálicos são incomuns no norte. As áreas ribeirinhas e costeiras do sul usam uma grande variedade de instrumentos tradicionais, incluindo:
- Membranofones: nasaro, mokhoddon e masoondhe (tambores altos e pesados), reeme, jabbu e yoome (pequenos tambores);
- Aerofones: malkad e siinbaar (flautas), sumaari (clarinete duplo), fuugwo (trompete) buun, muufe e gees-goodir (chifres);
- Idiofones: Shagal (badalo de metal), shanbaal (badalo de madeira), shunuuf (chocalho), tenegyo (xilofone),
- Cordofones: shareero (lira), kinaandha (alaúde), madhuube (kalimba), seese (violino de uma corda)

## História

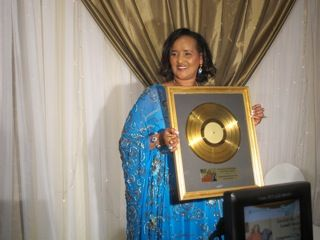
A cantora somali Saado Ali Warsame recebe um disco de ouro da Lifetime Achievement Award.

A primeira grande forma de música moderna somali começou em meados da década de 1930, quando a Somalilândia fazia parte do protetorado da Somalilândia Britânica. Este estilo de música era conhecido como dhaanto, uma forma inovadora e urbana de dança folclórica e música somali. Este período também viu a ascensão da Trupe de Dança Haji Bal Bal, que se tornou muito influente ao longo de sua longa carreira.

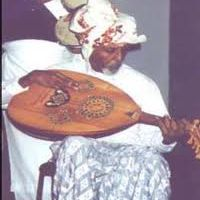
Abdullahi Qarshe, popularmente conhecido como o pai da música somali.

A música popular somali começou com o estilo baloney, iniciado por Abdi Sinimo, que chegou à fama no início dos anos 1940. Este novo gênero, por sua vez, criou o estilo Heelo da música somali.
Muitas músicas qaraamis desta época ainda são extremamente populares hoje em dia. Esse estilo musical é tocado principalmente no kaban (oud). Os proeminentes tocadores somalis de kaban dos anos 50 incluem Ali Feiruz e Mohamed Nahari.
Durante o regime de Siad Barre, a música foi suprimida, exceto por uma pequena quantidade de música oficialmente sancionada. Houve muitas músicas de protesto produzidas durante esse período.
Bandas como Waaberi e Horseed ganharam um pequeno número de seguidores fora do país. Outros, como Ahmed Ali Egal, Maryam Mursal e Waayaha Cusub, fundiram a música tradicional da Somália com pop, rock and roll, bossa nova, jazz e outras influências modernas.
A música gravada na década de 1970 foi preservada em Hargeisa, enterrada no subsolo e agora está disponível na Red Sea Foundation, no Centro Cultural de Hargeisa, e na Radio Hargeisa. O regime de Barre efetivamente nacionalizou o cenário musical, com bandas e produção sob controle estatal. As bandas eram operadas pela polícia, pelo exército e pela penitenciária nacional. Cantoras do sexo feminino foram encorajadas mais do que foi o caso na maior parte da África Oriental. A maioria dos músicos deixou o país antes de 1991. O Hiddo Dhawr está agora operando como o único local de música ao vivo na cidade.
A Ostinato Records, uma gravadora norte-americana dedicada à música africana, digitalizou grande parte das coleções recuperadas armazenadas na Red Sea Foundation. Em 2017, a Ostinato, juntamente com Nicolas Sheikholeslami, um pesquisador e colecionador musical de Berlim, lançou Sweet as Broken Dates: Lost Somali Tapes from the Horn of Africa . A coletânea apresenta o material das gravações preservadas, bem como novas gravações da diáspora somali. O álbum foi indicado ao Grammy Award na categoria Histórica. Artistas como Abdi Holland popularizaram o nacionalismo somali na música somali.

## Instituições de música
A primeira estação de rádio na Somália a transmitir música popular somali foi a Radio Kudu, com sede em Hargeisa, na Somalilândia. Começou a transmitir em 1943 em inglês, somali e árabe, antes de ser renomeado no ano seguinte para a Radio Somali. Atualmente, a música somali é transmitida regularmente pela rádio estatal Radio Mogadishu, bem como por várias redes de rádio e televisão privadas, como a Horn Cable Television .

## Lista de músicos somalis

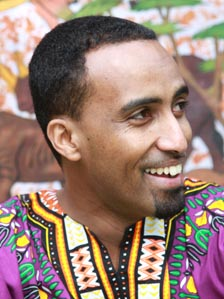
Cantor popular da Somália, Aar Maanta.

- Aar Maanta
- Abdi Sinimo
- Abdullahi Qarshe
- Ali Feiruz
- Nimco Omer
- Yasminah
- Dur-Dur Band
- Guduuda 'Arwo
- Hasan Adan Samatar
- Hassan Sheikh Mumin
- Jiim Sheikh Muumin
- Khadija Qalanjo
- K'naan
- Magool
- Maryam Mursal
- Mohamed Mooge Liban
- Mohamed Nuur Giriig
- Saado Ali Warsame
- Sulekha Ali
- Waayaha Cusub
- Mohamed Sulayman Tubeec